# مترو إسطنبول يني قابي - مطار أتاتورك \ كرزلي
الخط M1 أو خط مترو إسطنبول يني قابي - مطار أتاتورك \ كرزلي (بالتركية: M1 Yenikapı–Atatürk Havalimanı/Kirazlı)، هو خط نقل سريع لمترو إسطنبول. يظهر باللون الأحمر على الخرائط وعلامات الطرق. فتح في عام 1989، وكان أول خط نقل سريع في إسطنبول وتركيا، وكان افتتاحه بمثابة بداية إحياء النقل الجماعي في المدن التركية.
يتكون هذا الخط من فرعين، M1A وM1B. تُشغَّل كلا الخدمتين على نفس الخط من يني قابي إلى أوتوكار، حيث يتفرع خط M1B إلى كرزلي، بينما يستمر M1A على الخط الأصلي إلى مطار أتاتورك. يوجد في خط M1 ثلاثة وعشرون محطة عاملة، منها إحدى عشر محطة تحت الأرض وثلاث محطات مرتفعة، يبلغ طول الخط 26.8 كيلومتر (16.7 mi). على الرغم من أن خط M1 منفصل عن المستوى الأرضي، إلا أنه يعتبر إحدى خطوط المترو الخفيف، بسبب قدرته على تحمل ركاب أقل مقارنة بخطوط أخرى في النظام.
في نوفمبر 2014، افتُتح امتدادٌ جديد يصل آق سراي إلى يني قابي.

## تاريخ
مع نمو عدد سكان في إسطنبول وتوسع المدينة توسعًا كبيرًا، أصبحت خدمة الحافلات في المدينة غير كافية في سبعينيات وثمانينيات القرن العشرين. وفي ذلك الوقت لم يكن لدى المدينة نظام سكك الحديد للنقل العمومي، باستثناء خط ترام واحد بلغ طوله 0.57 كـم (0.35 ميل) كم (0.35 ميل) يعرف باسم تونيل، كما كان هناك خط ترام قديم آخر أُغلق في عام 1969. فكانت إسطنبول بحاجة ماسة لنظام قطار سريع النقل للمساعدة في نقل سكانها الكبير.
بدأ أول قطاع من خط M1 الخدمة في 3 سبتمبر 1989، بين آق سراي وقوجة دبَّة. في 18 ديسمبر 1989، مُدد الخط إلى إسنلر ولكن في ذلك الوقت، لم يمر القطار من محطة أوتوكار (محطة حافلات بين المدن). افتُتحت محطة أوتوكار والقطاع الواصل بين محطاتها وزيتون بورنو على خط فرع M1A، في 31 يناير 1994. ثم افتتحت محطتا زيتون بورنو وباقركوي في 3 يوليو من نفس العام. افتُتحت مزيد من امتدادات خط M1A، إلى محطات شيرين أولر ومن ثم يني بوسنة، في يوليو وأغسطس 1995، وفي تلك السنة، وصل طول الخط إلى حوالي 16 كـم (9.9 ميل). في عام 1999، افتتحت محطة باغجةلي أولر بين محطات أتاكوي وباقركوي. وأخيرًا، انتُهي من خط فرع M1A في 20 ديسمبر 2002، عندما افتُتح تمديد إلى مركز التجارة العالمي ومطار أتاتورك في يشيل كوي.
افتُتحت محطة إسنلر بعد ترميمها في 22 فبراير 2012. افتتح امتداد الخط الفرعي M1B من إسنلر إلى كرزلي في 14 يونيو 2013. وافتُتح امتداد خط M1 من آق سراي إلى يني قابي في 9 نوفمبر 2014، مما سمح بالاتصال بخط M2 وخدمة القطار المدني مرمراي ، بالإضافة إلى خدمة الحافلات البحرية. باستخدام M2 ومرمراي، أصبح بإمكان المسافرين الوصول لشمال القرن الذهبي وميدان تقسيم وشيشلي ولاوند ومسلك وكذلك عبر مضيق البوسفور إلى أسكدار وقاضي كوي. تقدم العبَّارات البحرية خدماتها إلى المناطق الساحلية في إسطنبول بالإضافة إلى المدن والبلدات الأخرى على بحر مرمرة.

## العمليات والمسار

مخطط مسار الخط M1 مع فروع M1A وM1B.

تقوم مجموعة 105 قطارات بنقل ما يصل إلى 400,000 راكب يوميًا بين ساعات التشغيل من السادسة صباحًا حتى منتصف الليل. يبلغ الحد الأقصى للمسافة بين القطارات في خط M1 دقيقتين ونصف خلال ساعات الذروة. جميع المحطات مسقوفة، ويوجد فيهم مجموعه 135 سلمًا متحركًا و65 مصعدًا مما يجعل الوصول إلى المحطات أمرًا سهلاً للركاب.

### خط M1A
يبلغ طول خط M1A 20 كيلومتر (12.4 mi)،  ويخدم 18 محطة. يستغرق الطريق بين محطتي النهاية، يني قابي ومطار أتاتورك، حوالي 35 دقيقة. يسير 169 قطارًا في كل اتجاه بين محطات النهاية يوميًا، مع فاصل زمني يبلغ 6 دقائق في ساعة الذروة.
بُنيت سبع محطات تحت الأرض على خط M1A، وتسعة غيرها فوق الأرض، وثلاثة محطات مرتفعة. صممت المحطات بطريقة تجعل ستة منها تحتوي على منصات جزيرة وإحدى عشر محطة تحتوي على منصات جانبية. تحتوي محطة التوصيل في أوتوكار في إسنلر على منصتين جزيرتين، مما يسمح بحركة المرور على ثلاثة مسارات بواسطة خطي فرعي M1 التمفرقين.

### خط M1B
يبلغ طول خط M1B 14.0 كيلومتر (8.7 mi) ويخدم 13 محطة، ويستغرق الطريق بين محطتي النهاية، يني قابي وكرزلي، حوالي 25 دقيقة. يسير 168 قطارًا في كل اتجاه بين محطات النهاية يوميًا، مع فاصل زمني يبلغ 4 دقائق في ساعة الذروة.
بُنيت ثمانية محطات تحت الأرض وخمس محطات فوق الأرض على طول خط M1B. صُممت المحطات بطريقة تجعل ثمانية منها تحتوي على منصات جزيرة وأربع محطات تحتوي على منصات جانبية.

## محطات
- محطة آق سراي
- قطار M1 متجه إلى مطار أتاتورك في محطة داوود باشا
- محطة مطار أتاتورك ، المحطة النهائية، بها محطات توقف مؤقتة في نهاية الرصيف

### قسم خط M1 الرئيسي (يخدمه كل من الخطين M1A وM1B)
| محطة               | المنطقة    | تحويلات | ملحوظات                              |
| ------------------ | ---------- | --- | ------------------------------------ |
| يني قابي           | الفاتح     | ・・・⛴️ (يني قابي) حافلات İETT: 30D، 31، 31Y، 50Y، 70FY، 70KY، 72YT، 76A، 77، 88A، 146T، 336Y                                             | منطقة فعاليات يني قابي               |
| آق سراي            | الفاتح     | (يوسف باشا) حافلات İETT: 31Y، 32T، 33E، 33TE، 38، 38Z، 50Y، 76A، 78، 78H، 79GE، 79T، 88A، 89T، 91E، 97G، 97GE، 142E، 146B، 146T، 336، E-59 |                                      |
| أمنيات - الفاتح    | الفاتح     | حافلات İETT: 31Y، 32T، 33E، 33TE، 38، 38Z، 50Y، 76A، 78، 78H، 79GE، 79T، 88A، 89T، 91E، 97G، 97GE، 142E، 146B، 146T، 336، E-59             |                                      |
| طوب قابي-أولوباطلي | الفاتح     | (وطن) حافلات İETT: 31Y، 32T، 33E، 33TE، 38، 38Z، 50Y، 76A، 78، 78H، 79GE، 79T، 88A، 89T، 91E، 97G، 97GE، 142E، 146B، 146T، 336، E-59       | المديرية العامة للرياضة إسطنبول      |
| بيرم باشا-مالتبة   | أيوب سلطان | حافلات İETT: 32، 32A، 32T، 33M، 36، 36CB، 36ES، 39O، 50R، 55Y، 88                                                                          | أكسيس مول                            |
| صاغمالجلر          | بيرم باشا  | حافلات İETT: 32، 32A، 32M, 32T | مستشفى بيرم باشا الوطنية             |
| قوجة دبة           | بيرم باشا  | حافلات İETT: HT5, HT6 | مول فوروم إسطنبول                    |
| أوتوكار            | بيرم باشا  | حافلات İETT: 39O, 50R, 75O, 76O, 83O, 303B                                                                                                 | محطة حافلات إسطنبول بيرم باشا الكبرى |

### فرع M1A
| محطة                            | المنطقة      | تحويلات | ملحوظات                                    |
| ------------------------------- | ------------ | --- | ------------------------------------------ |
| ترزي دره                        | إسنلر        | |                                            |
| داوود باشا - جامعة يلدز التقنية | كون كورەن    | حافلات İETT: 33B, 41AT, 85C, 92B, 92C | جامعة يلدز التقنية                         |
| مرتر                            | كون كورەن    | حافلات İETT: 31, 31E, 50B, 71T, 72T, 73, 73F, 76D, 79Ş, 82, 85T, 89, 89B, 89K, 92, 92T, 94, 94A, 97, 97A, 97BT, 97T, H-9 | مرفق ركن السيارة والركوب                   |
| زيتون بورنو                     | باقركوي      | ・ حافلات İETT: 31, 31E, 50B, 71T, 72T, 73, 73F, 76D, 78ZB, 79G, 79Ş, 82, 89A, 89B, 89K, 89M, 92, 93, 93C, 93M, 93T, 94, 94A, 97, 97A, 97B, 97BT, 97KZ, 97T, H-9, MK97, MR10                                                                                      |                                            |
| باقركوي - إينجرلي               | باقركوي      | ・ حافلات İETT: 31, 31E, 50B, 71T, 72T, 73, 73F, 76D, 78ZB, 79G, 79Ş, 82, 89, 89A, 89B, 89K, 89M, 89S, 92, 94, 94A, 97, 97A, 97BT, 97E, 97KZ, 97T, H-9, HT13, MK97                                                                                                |                                            |
| باغجةلي أولر                    | باغجةلي أولر | حافلات İETT: 31, 31E, 36CY, 73, 73B, 73F, 73H, 73Y, 76, 76B, 76C, 76D, 76V, 76Y, 78ZB, 79B, 79G, 79Ş, 82, 89, 89A, 89B, 89K, 89M, 89S, 89YB, 97, 97BT, 97E, 97KZ, 98, 98A, 98AB, 98B, 98H, 98M, 98MB, 98S, 98T, 98TB, 146, E-57, H-9, HT13                        |                                            |
| أتاكوي - شيرين إولر             | باغجةلي أولر | حافلات İETT: 31, 31E, 36CY, 55Y, 73, 73B, 73F, 73H, 73Y, 76, 76B, 76C, 76D, 76V, 76Y, 78ZB, 79B, 79G, 79Ş, 82, 89, 89A, 89B, 89K, 89M, 89S, 89YB, 97, 97BT, 97E, 97KZ, 98, 98A, 98AB, 98B, 98H, 98M, 98MB, 98S, 98T, 98TB, 146, E-57, H-9, HT10, HT11, HT13, MR20 | مرفق ركن السيارة والركوب                   |
| يني بوسنة                       | باقركوي      | ・ حافلات İETT: 31, 31E, 36AY, 36CY, 55Y, 73, 73B, 73F, 73H, 73Y ,76, 76C, 76D, 76V, 78B, 79B, 79F, 79FY, 79G, 79K, 79Ş, 79Y, 82, 89, 89A, 89B, 89K, 89M, 89S, 89YB, 97KZ, 98, 98AB, 98B, 98H, 98MB, 98T, 98TB, E-57, HT10, HT11, HT12, HT20, KÇ2, MR20           |                                            |
| مركز التجارة العالمي            | باقركوي      | | مركز التجارة العالمي ومركز إسطنبول للمعارض |
| مطار أتاتورك                    | باقركوي      | | مطار أتاتورك                               |

### فرع M1BM1B
| المحطة            | المقاطعة   | النقل | ملاحظات            |
| ----------------- | ---------- | --- | ------------------ |
| إسنلر             | إسنلر      | حافلات İETT: 33, 33M, 55Y, 75O, 76O, 85T, 303B                                                                 |                    |
| منديرس            | إسنلر      | حافلات İETT: 33, 33M, 55Y, 85T, 98G                                                                            |                    |
| أوج يوزلو         | باغجةلر    | حافلات İETT: 33B, 36CY, 55Y, 85T, 92M, 98G, HT1                                                                |                    |
| ميدان باغجةلر     | باغجةلر    | (مركز باغجةلر) حافلات İETT: 36CY, 92, 92B, 92K, 92Ş, 97G, 98D, 98Y, HT1                                        | 300 متر بين الخطوط |
| كرزلي             | باغجةلر    | حافلات İETT: 92K, 98K, HT10, MK42                                                                              |                    |
| ↓↓ تحت التخطيط ↓↓ |            | |                    |
| بربروس            | باغجةلر    | حافلات İETT: 78ZB, 97, 97E, 98A, 98M, HT13                                                                     |                    |
| ملاذكرد           | باغجةلر    | حافلات İETT: 97KZ, 98E, HT12                                                                                   |                    |
| معمار سنان        | باغجةلر    | حافلات İETT: 97, 97GE, 97M, 97KZ, 98E, HT1, HT12, MK22                                                         |                    |
| الفاتح            | كوجك جكمجة | حافلات İETT: 89K, 98AB, KÇ2, MR42                                                                              |                    |
| جامعة حلقةلي      | كوجك جكمجة | حافلات İETT: 36AS, 760, 76V, 79Y, 89, 89BS, 89F, 89K, 89S, 98, 98AB, 98KM, 98S, HT20, KÇ2, MR42                |                    |
| محمّد عاكف آرصوي   | كوجك جكمجة | حافلات İETT: 36AS, 76V, 79G, 79Ş, 89A, 89K, 89YB, 98AB, 141K, 141M, BN1, H-3, HT1, HT20, KÇ2, MK16, MK31, MR42 |                    |
| يني دوغان         | كوجك جكمجة | حافلات İETT: 36AS, 76V, 79G, 79Ş, 89A, 89K, 89YB, 98AB, 141K, 141M, BN1, H-3, HT1, HT20, KÇ2, MK16, MK31, MR42 |                    |
| بزركان باغجة      | كوجك جكمجة | حافلات İETT: 76V, BN1, H-3, MK16, MR42                                                                         |                    |
| حلقةلي            | كوجك جكمجة | ・ حافلات İETT: 79Y, 89A, 143, BN1, H-3, MR40, MR42, MR50, MR51                                                |                    |

اعتبارا من نوفمبر شُرع ببناء امتداد 9.7 كيلومتر (6.0 ميل) لمحطة محطة جديدة في حلقةلي. ستضيف تسعة محطات إلى فرع M1B، غرب كرزلي، وتقدم تبادلًا مع خطوط مرمراي وM11.

## المركبات
بما أن هذا الخط هو أقدم خط قطار في إسطنبول، فهو يحتوي على مركبات قديمة نسبيًا، أنتجتها شركة ABB في عام 1988. تصل المركبات إلى سرعة قصوى تبلغ 80 كم/س (50 ميل/س) في الساعة. مع تسارع 0.7 م/ث 2 .

## روابط خارجية
- الموقع الرسمي
 (بالتركية)